# Passo del Portello
Il passo del Portello (1 040 m) è un passo secondario dell'Appennino Ligure che collega l'alta val Trebbia con la val Fontanabuona tra i comuni di Torriglia e Neirone. È attraversato dalla SP 21.